# Ábrahám László
Ábrahám László (1943 –) magyar ügyvéd. Magyarország 20. legjobb magyar ügyvédje.

## Életrajz és életpálya
Dr. Ábrahám László szegedi ügyvéd, aki 1965-ben kezdte ügyvédi pályafutását. Kezdetben büntetőügyekkel foglalkozott, később pedig az orvosi műhibák és betegjogi ügyek területére specializálódott.
Pályafutása során számos orvosi műhibával kapcsolatos perben képviselte a betegeket, és jelentős hatással volt a magyar egészségügyi joggyakorlatra. 2020-ban a Magyar Arany Érdemkereszt kitüntetésben részesült, elismerve több évtizedes munkáját a betegjogok védelmében.

## Díjak, kitüntetések
- Magyar Arany Érdemkereszt (2020)[4]